# Castelul Turnu Roșu din Boița
Castelul Turnu Roșu din Boița (în germană Der Rothe Thurn sau Rothenturm, în maghiară Vöröstorony vára) este un monument istoric de pe malul râului Olt, aflat pe teritoriul satului Boița, comuna Boița. În Repertoriul Arheologic Național, monumentul apare cu codul 145845.04.01. Fortificația ce dă numele pasului Turnu Roșu, satului Turnu Roșu și, prin extensie, comunei cu același nume, a fost construită în secolul XIV pentru blocarea trecătorii prin valea Oltului către Transilvania. Turnu Roșu a funcționat de asemenea ca punct de vamă cu Țara Românească.
Expediția nautică cu pluta „Cutezanța” din filmul Egreta de fildeș (1988) trece pe lângă Castelul Turnu Roșu, care poate fi văzut de pe râul Olt.

## Descriere

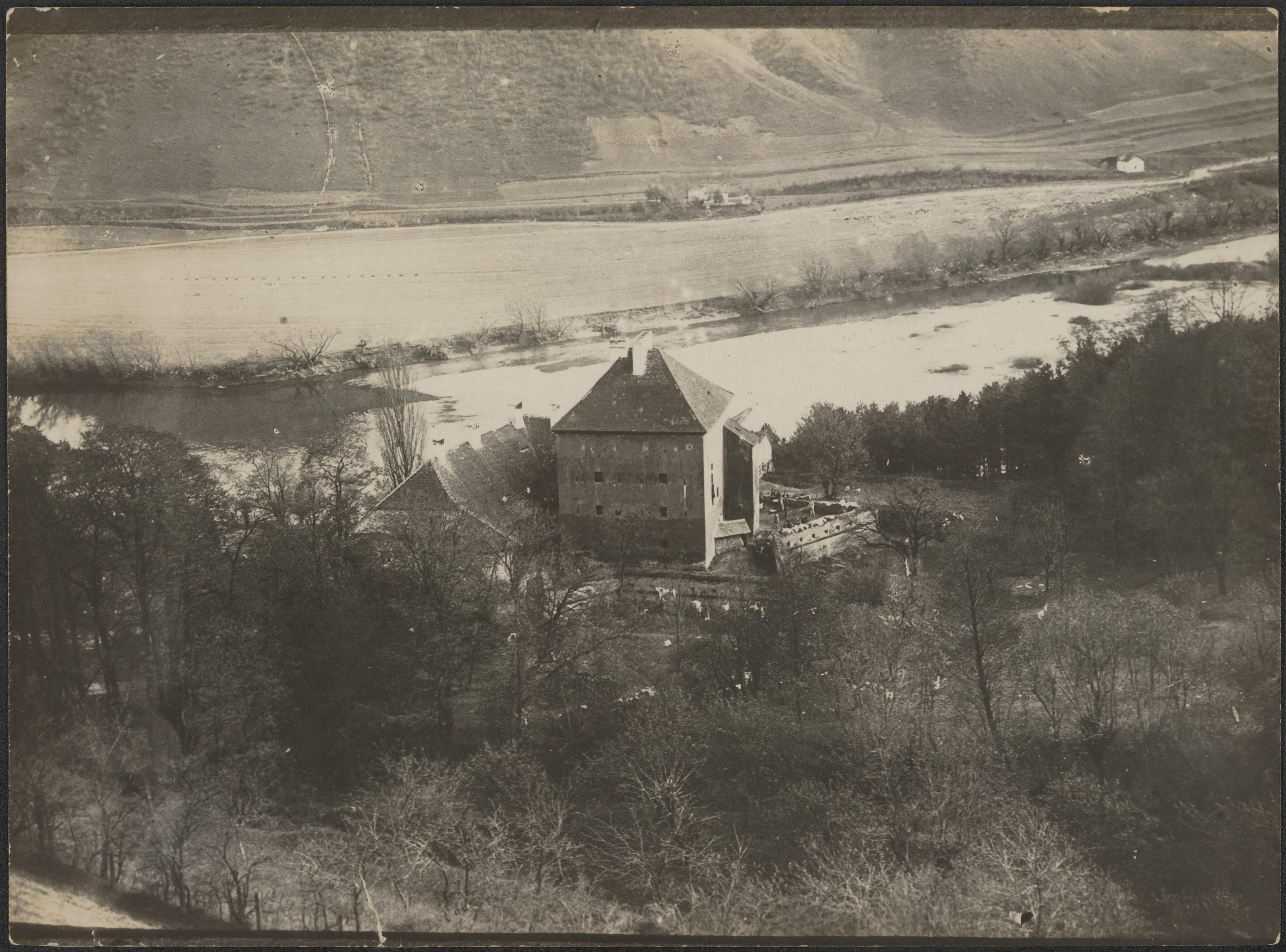
Vedere spre donjon, c. 1914-1918

Castelul este amplasat pe malul drept al râului Olt, la intrarea în defileu, aflat la nord de cetatea Lotrioara. Din castelul medieval se păstrează astăzi două turnuri. Turnul donjon are un plan rectangular cu dimensiuni de 14-15 metri pe latură. Este ridicat pe patru nivele ce prezintă ferestre de tragere și are o înalțime de 20 metri (inclusiv acoperișul). Zidurile au o grosime de 1,20-1,50 metri și sunt construite în principal din piatră de râu. Turnul mai este fortificat cu un zid și bastioane în stil italian.
Al doilea turn, în formă hexagonală cu laturi de 7 metri, datează din a doua jumătate secolului XV și este conectat printr-un zid de turnul ridicat pe marginea drumului la începutul secolului XVIII și reconstruit ulterior. Celelalte construcții au fost ridicate treptat de-a lungul secolelor.
La baza castelului se afla un cimitir memorial unde sunt îngropați soldați români și germani din Primul Război Mondial.

## Istoric

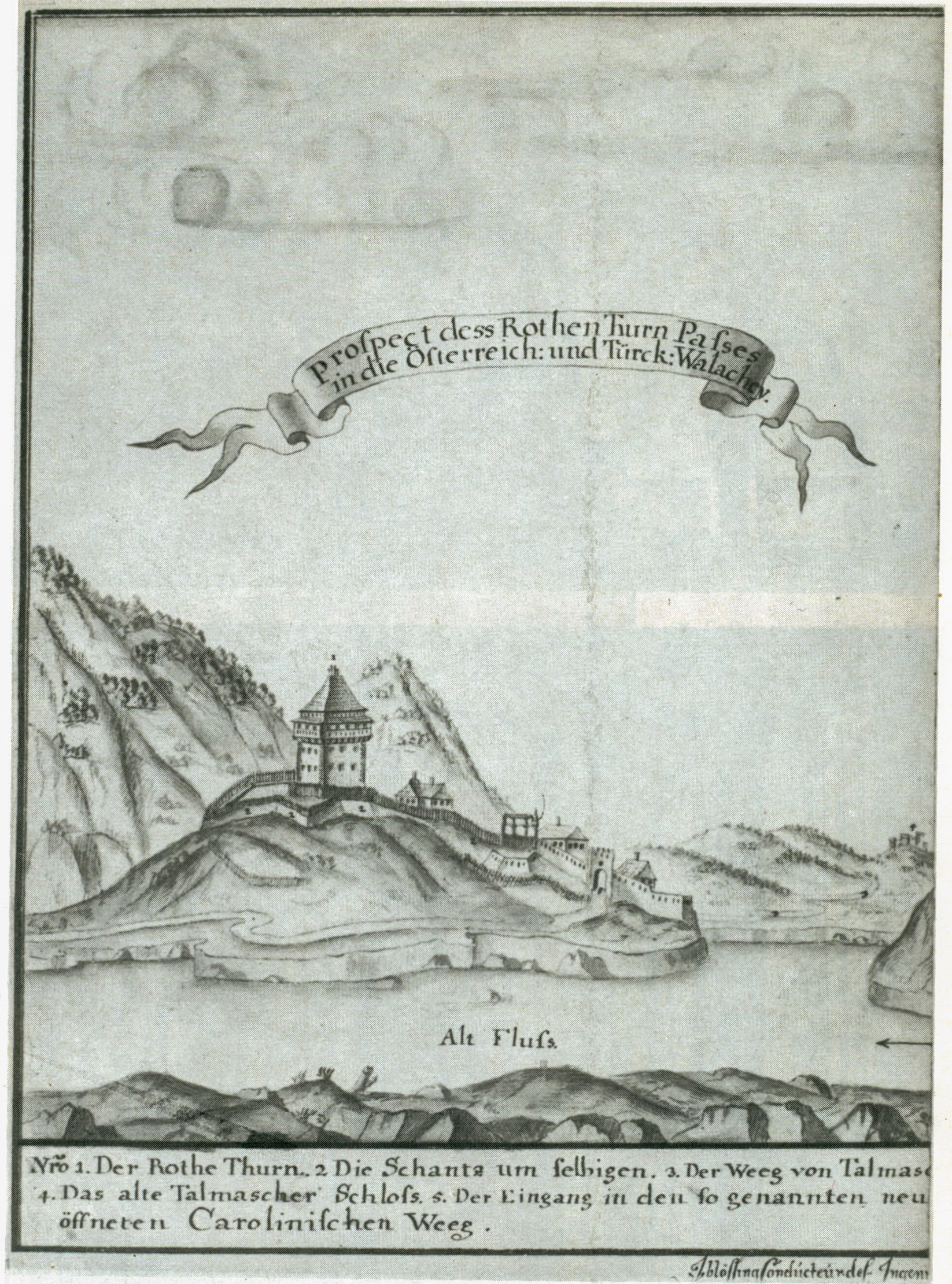
Turnul Roșu ("Rothe Thurn") văzut în 1735. În fundal se observă cetatea Tălmaciu.

Castelul a fost construit în secolul XIV, data exactă fiind necunoscută. Conform ipotezei susținute de istoricii W. Schmidt și A. Kövary, Turnu Roșu ar fi fost ridicat în urma bătăliei de la Posada din 1330 datorită necesității strategice pentru a apăra granița regatului și pentru a menține securitatea drumului comercial. Castelul putea exista astfel în anul 1370, când cetatea Tălmaciu a fost construită. Un alt argument pentru datarea construirii cetății în secolul XIV este forma și planul donjonului, executat în stilul romanic, fiind asemănător cu donjonurile cetăților Trascăului și Câlnic (construite la sfârșitul secolului XIII).
Prima menționare documentară a cetății datează din 3 februarie 1453, într-un document regal dat de regele Ladislau Postumul. Prin acesta, castelul era donat celor Șapte Scaune datorită administrației improprii, până la acea dată castelul fiind deținut de comitatul Alba. Prima documentație cartografică a castelului a apărut în cadrul hărții redactate de Nicolaus Cusanus ce cuprindea perioada între 1450-1455. Conform unor legende locale, numele „Turnu Roșu” provine de la sângele soldaților otomani căzuți în bătăliile cu românii și sașii cu care s-ar fi "vopsit" zidurile cetății. După aceste lupte, turnul ar fi fost vopsit în roșu pe post de simbol al victoriilor obținute. Mai probabil este totuși ca numele să fi provenit de la cărămida arsă folosită în construcția turnului.

### Rol militar
Sub administrația patriciatului sibian, Turnu Roșu a fost întărit, iar drumul de pe Valea Oltului a fost refăcut și întreținut. Datorită capacității de apărare insuficiente, un al doilea turn de apărare a fost construit în a doua jumătate a secolului XV din ordinul regelui Matia Corvin. Această îmbunătățire a fortificației a fost folositoare când otomanii care au jefuit Sibiul în anul 1493 trecând pe la Săliște, au fost învinși în timp ce încercau să trecă de Turnu Roșu, suferind astfel pierderi mari, pierzând prăzile și prizonierii. Din această bătălie provine probabil numele dealului din spatele cetății - Dealul turcilor.
În secolul XVI, castelul Turnu Roșu a devenit renumit, fiind reprezentat de Johannes Honterus pe harta Transilvaniei publicată la Basel în 1532. Sebastian Münster⁠(en)[traduceți] de asemenea descrie Turnul Roșu ca fiind „o primă fortăreață a întregii țări, ca din acea parte nimeni să nu poată intra dacă prefectul cetății opune mijloace de rezistență.” Tot în secolul al XVI-lea, castelul a fost dotat cu arme de foc pentru apărare. În timpul administrației săsești, castelul era condus de un castelan desemnat de Sfatul Sibian. În scopul pregătirii militare și apărării castelului, acesta era ajutat de un comandant de pușcași angajat prin contract. Sub conducerea castelanului se afla și o unitate semimilitară de plăieși recrutați din satele domeniului feudal ce aveau rolul de a păzi munții de pe graniță, fiind comandați de un vătaf, de obicei recrutat din satul Boița.
Odată cu presinuea accentuată turcească și tătară la granițele sudice ale Transilvaniei, alte trei fortificații au îmbunătățit apărarea defileului: cetatea Lotrioara, cetatea Tălmaciu și Turnul Spart. Toate aceste fortificații își aveau centrul în Turnu Roșu. După distrugerea Turnului Spart în urma inundației din 1533, rolul principal de apăre a trecătorii a revenit din nou castelului Turnu Roșu, cum este menționat într-un document dat de Ioan I Zápolya în 1538. Într-un document dat de Sigismund Báthory în 1598, este detaliat cum Turnu Roșu era apărat de 32 de soldați pe timp de război și de 8 soldați pe timp de pace.
În a doua jumătate a secolului al XVII-lea, turnul central era înconjurat de un șanț pătrat și flancat de o curtină de ziduri ce prezenta câte un turn în fiecare dintre cele patru colțuri. Accesul în cetate se făcea prin poarta principală cu ajutorul unui pod mobil. După tratatul de la Karlowitz, prin care Transilvania a fost transferată Habsburgilor, Turnul Roșu a jucat un rol în răscoala lui Rákóczi. Într-o însemnare de la George Barițiu, este menționat cum o trupă de curuți a asaltat și cucerit castelul. În urma asaltului, „comandantul cetății fu tăiat, iar ostășimea dusă în captivitate.” După preluarea fortificației de către administrația austriacă, aceasta a fost trecută sub comanda trupelor imperiale, comandantul cetații fiind desemnat un ofițer superior austriac (de obicei cu gradul de maior). Garnizoana a fost de asemenea întărită și echipată cu tunuri. Din 1739, au început noi reamenajări ale castelului. Pe lângă reparații, șanțul a fost modificat primind forma de stea cu cinci colțuri. În 1780, italianul Domenico Sestini nota că turnul era apărat de o garnizoană de 30 de soldați și avea două porți în ruină: „Porta Rubra” și „Porta Traiani.”

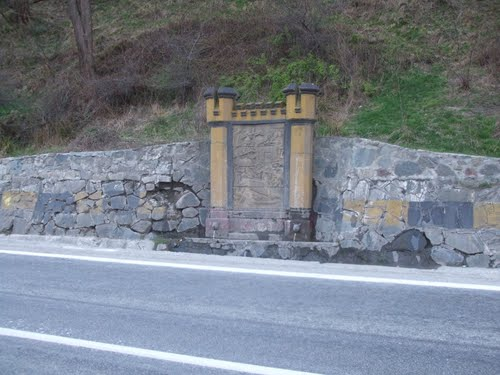
Fântâna împăratului

În timpul revoltei din 1848-49, comitetul național român s-a mutat din Sibiu la Turnu Roșu când armata revoluționară condusă de Józef Bem se apropia de oraș. După ocuparea Sibiului de revoluționari, comitetul național s-a retras spre Țara Românească iar armatele revoluționare au ocupat Turnu Roșu. Cetatea a fost apoi atacată de trupele austriece și ruseși ce au reușit cu greu să o cucerească. În urma revoluției, împăratul Franz Joseph a vizitat regiunea, întalnindu-se cu domnitorul Barbu Știrbei la graniță în 1852. În amintirea acestei vizite, a fost construită o fântână la 1,5 km sud de Turnu Roșu, denumită de localnici „Fântâna împăratului.”
De teama unui atac turcesc sau rusesc în timpul războiului ruso-turc din 1877-1878, autoritățile austro-ungare au decis construirea de noi fortificații în jurul Turnului Roșu. Astfel, într-o hartă topografică din 1878 sunt prezentate noile fortificații ce includeau o baterie de artilerie plasată între drumul din fața turnului și râul Olt, un fort plasat pe versantul vestic al dealului din fața Turnului Roșu și un fort amplasat pe vârful dealului de pe malul estic al Oltului. În timpul Primul Război Mondial s-au desfășurat lupte puternice în zona Turnului Roșu între Armata României și armatele Puterilor Centrale în anul 1916.

### Rol vamal
Pe lângă rolul militar, castelul Turnu Roșu avea și importantul rol de oficiu vamal între Transilvania și Țara Românească, funcționari vamali aflându-se permanent în fortificație de la începuturi până în 1918. Aceștia încasau taxele pentru mărfuri și călători. Comerțul se făcea cu vite, porci, oi, capre și brânză. Unul dintre alimentele foarte căutate din Țara Românească în regiune era peștele, în anul 1500 înregistrându-se aproximativ 325.000 kg de pește transportat prin vama Turnu Roșu. Alte mărfuri căutate în Transilvania mai erau ceara de albine și pieile de vulpi, iepuri, vidre și jderi. Exporturile către Țara Românească ce treceu prin Turnu Roșu dinspre Sibiu includeau unelte agricole, textile, încălțăminte, arme și cuțite. Mărfuri orientale de asemenea tranzitau vama cum ar fi bumbac, mătase, mirodenii, orez, și măsline. După Tratatul de la Passarowitz din 1718, austriecii au largit drumul de pe Valea Oltului pentru cai și căruțe. Drumul nou a fost numit „Via Carolina” după împăratul Carol al VI-lea.
Taxele vamale percepute în anul 1552 erau de 50 dinari pentru un cal turcesc, 12 dinari pentru un cal obișnuit, 10 dinari pentru un bou îngrășat, un dinar pentru trei oi ori capre și un porc pentru fiecare 100 de porci. Din cauza deselor epidemii de ciumă și holeră, a fost amenajat un oficiu de carantină la Turnu Roșu. Inițial amplasat la 1,5 km de castel, în secolul XVIII a fost mutat la 9 km distanță în locul numit "Lazaret". Călătorii cu animale trebuiau să aștepte între 3 și 21 de zile pâna să treacă granița. Carantina a funcționat până în secolul XIX.

### Stăpâniri feudale
Sub stăpânirea feudală a castelului din Turnu Roșu se aflau inițial 8 sate românești, printre care și Racovița, situate în jurul acestuia. Ulterior, încă două sate au fost adăugate. Veniturile domeniului feudal erau administrate de castelan și constau în renta în muncă, produse și bani, prin care era asigurată întreținerea fortificațiilor, a drumurilor și a garnizoanei. Situația iobagilor din domeniile administrate de cetate era mai bună față de cea a altor iobagi, aceștia fiind considerați „apărători de cetăți și slujbași ai regelui.”
Odată cu trecerea la administrația săsească, domeniul era administrat de castelanul cetății. Acesta era ales dintre fruntașii patriciatului săsesc din Sibiu și era ajutat în administrare de comandantul pușcașilor, de funcționari speciali și de către cnejii satelor dependente. Castelanul avea dreptul să preia câte o câblă (aproximativ 100 g) de grâu anual de la fiecare moară a domeniului, iar de la moara din Tălmaciu o pătrime din dijmă în fiecare zi de vineri. Pe lângă puterea politică și administrativă, castelanul deținea și putere judecătorească. Toate litigiile sau delictele petrecute pe teritoriul administrat de castel fiind rezolvate de scaunul de judecată adunat la Tălmaciu.

## Castelul în prezent

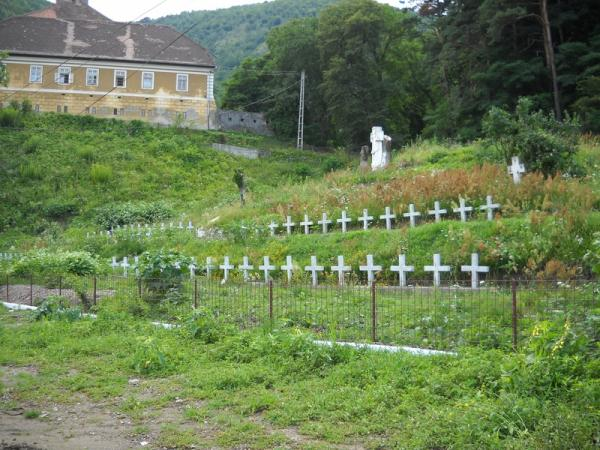
Cimitirul eroilor lângă castel

Din anul 1917, castelul a fost transformat în orfelinat ce a funționat până în anul 2003. Apoi a devenit centru de plasament și Spitalul de Psihiatrie „Gheorghe Preda”. În cadrul Programului Regional 2021 - 2027 și a proiectului „Recuperarea identității culturale a monumentului istoric, Castelul Turnu Roșu din Boița - Poarta de sud a Transilvaniei”, castelul a fost scos din administrația spitalului iar centrul pentru persoane adulte cu dizabilități a fost relocat pentru accesarea de fonduri europene nerambursabile. În luna mai 2023, serviciile de elaborare a documentației tehnico-economice au fost atribuite companiei IBN Engineering Consulting SRL. Planul de restaurare și punere în valoare a potențialului turistic al castelului cuprinde amenajarea de spații expoziționale, ateliere meșteșugărești, zonă de birouri, parcare, precum și o cafenea. Documentația tehnică a fost finalizată în anul 2025.

## Galerie

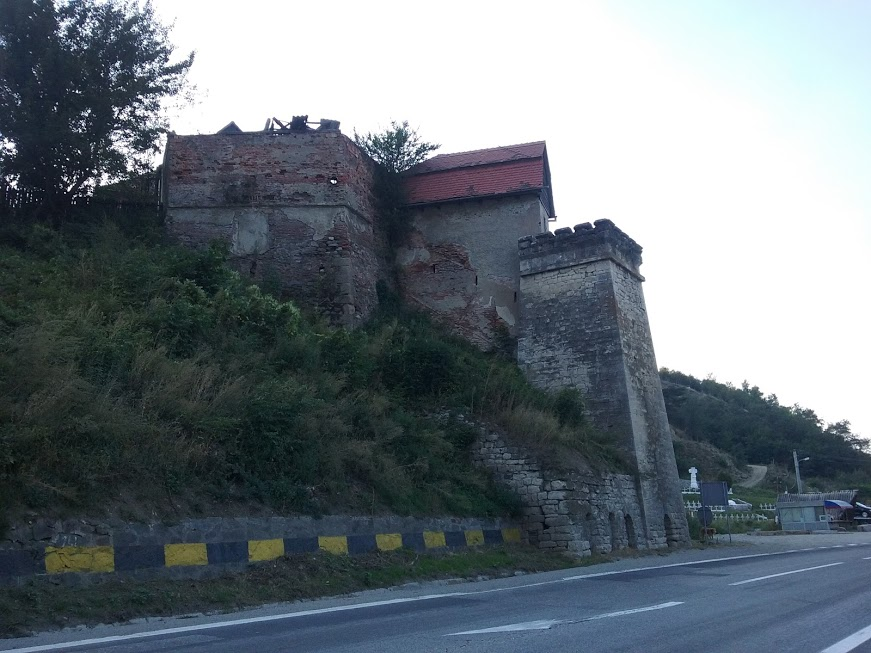
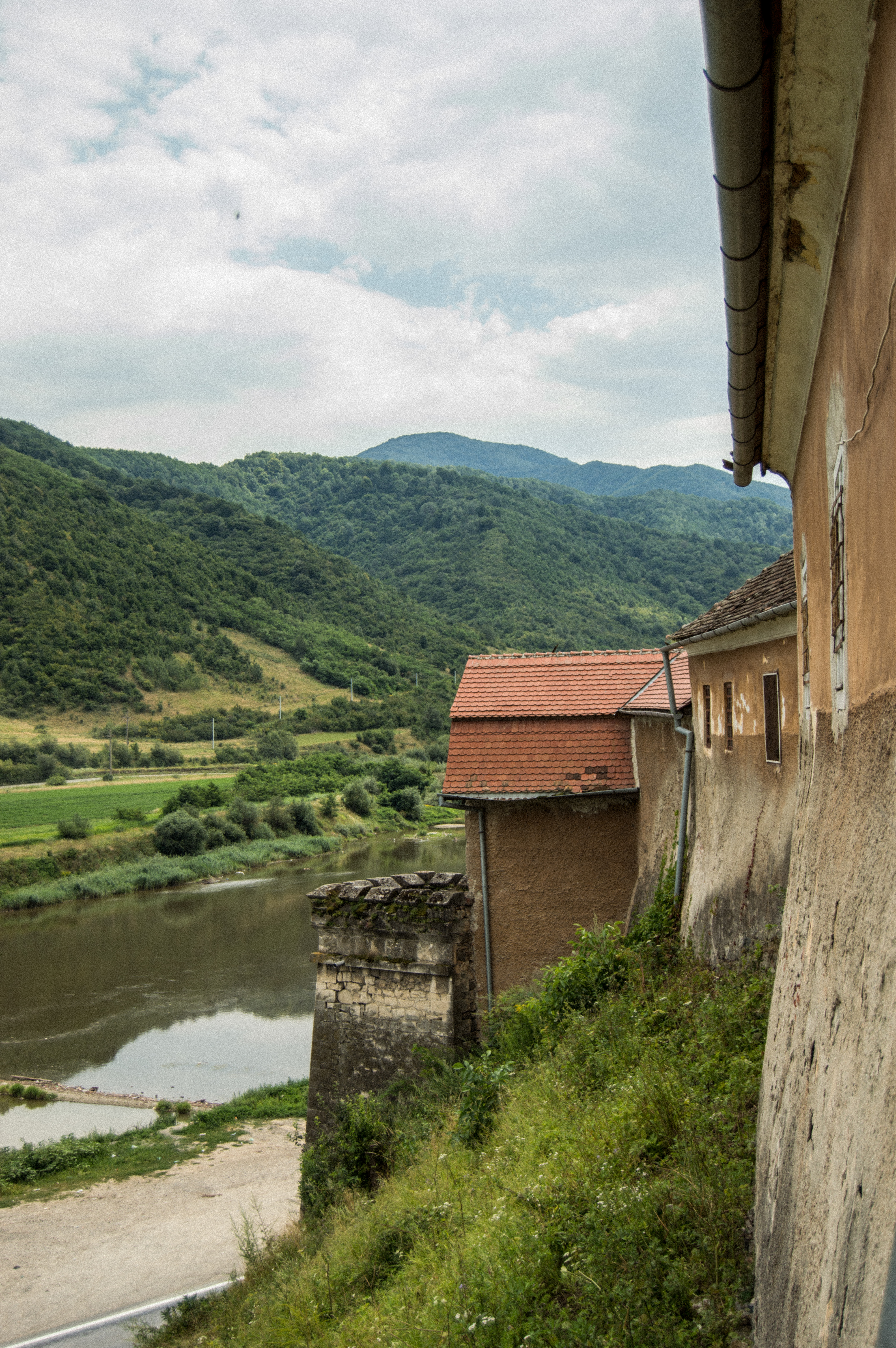
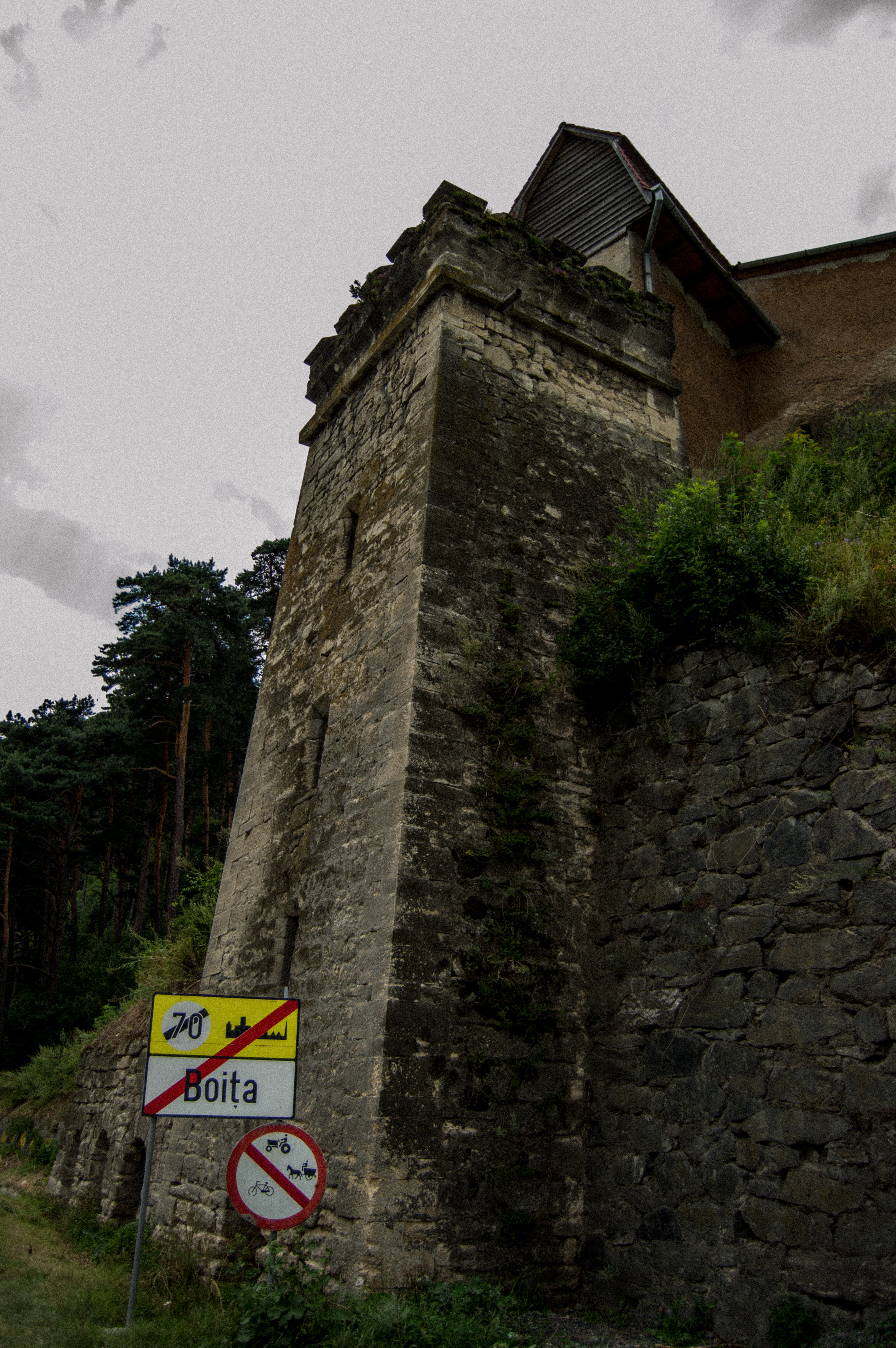
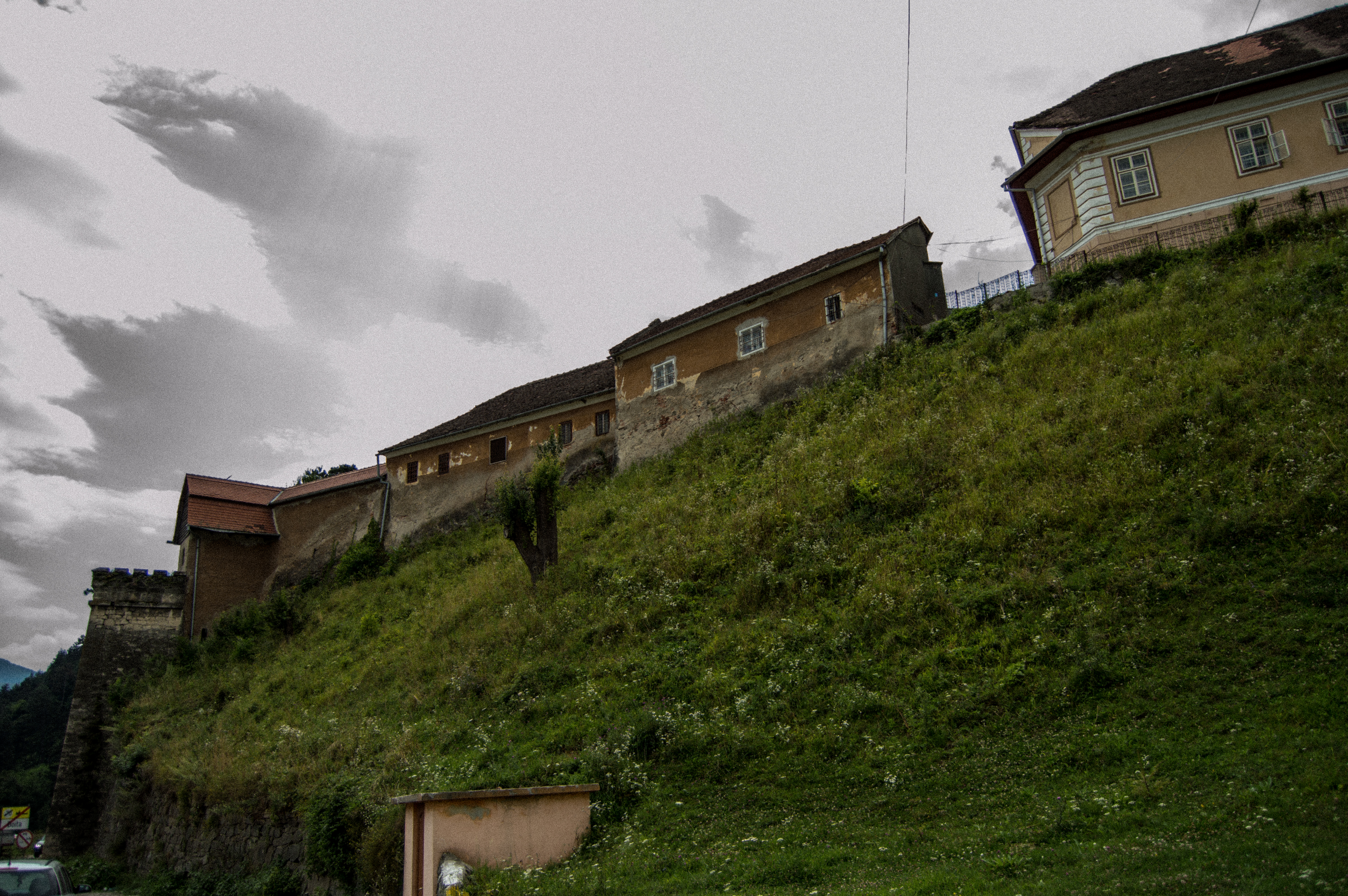
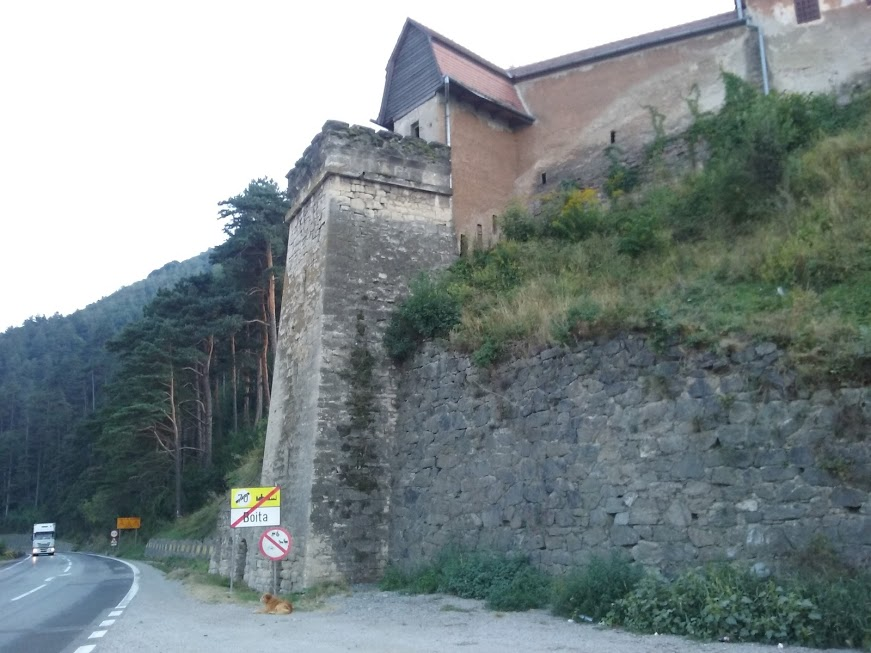
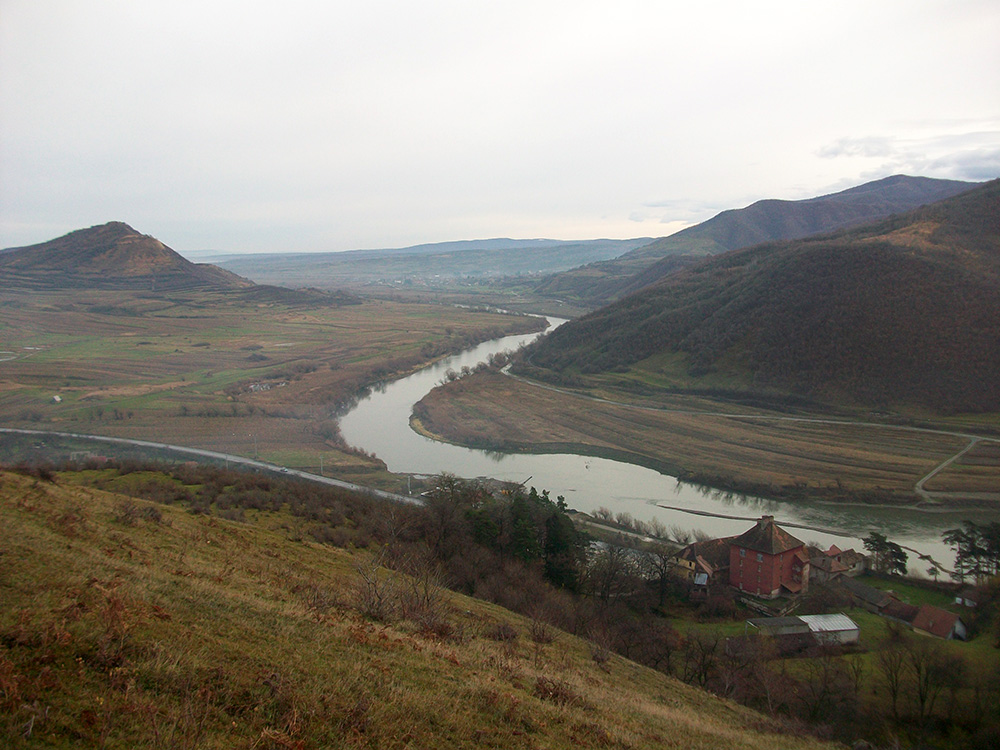